# Versicherungskammer Bayern

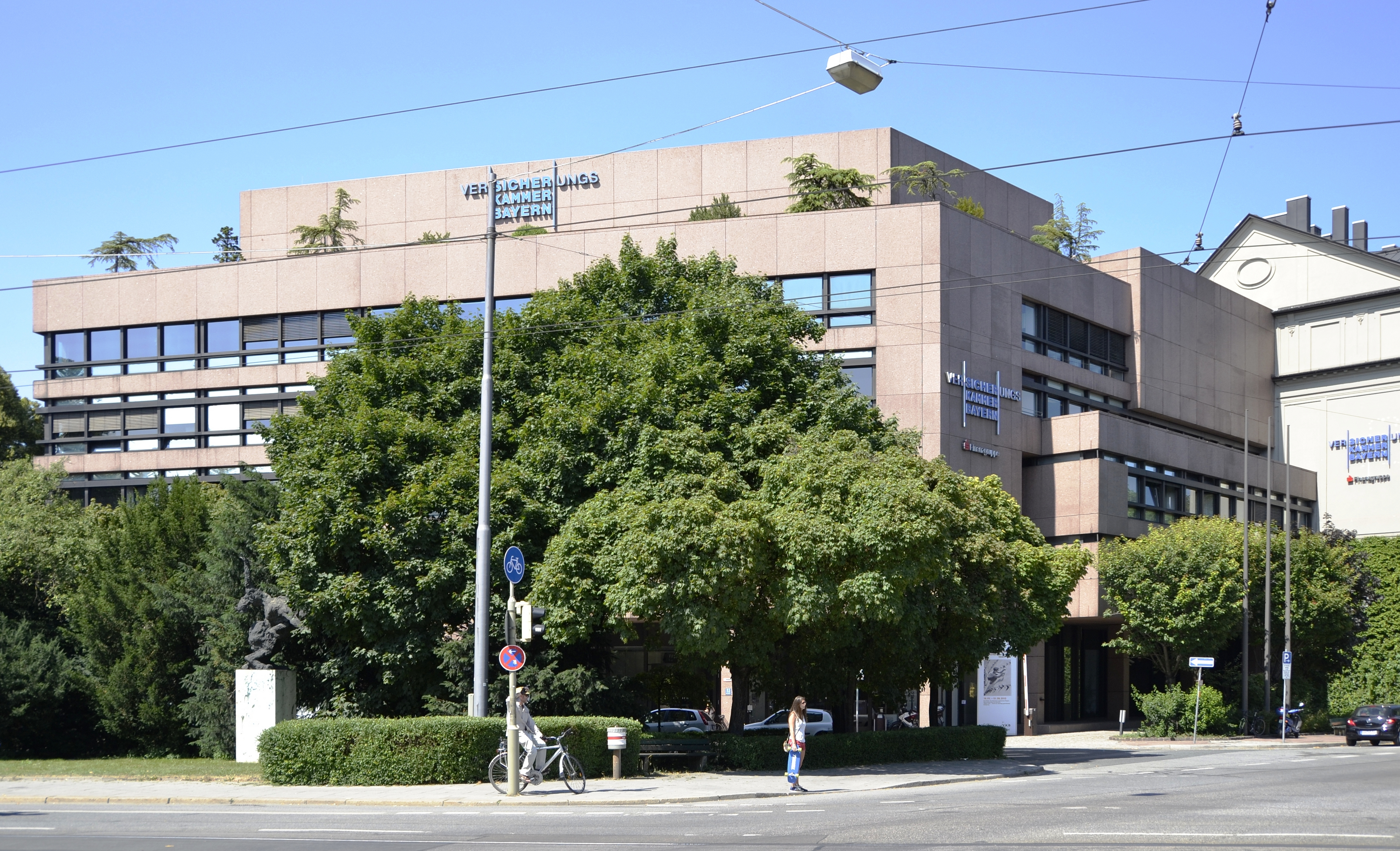
Unternehmenssitz der Versicherungskammer Bayern in München

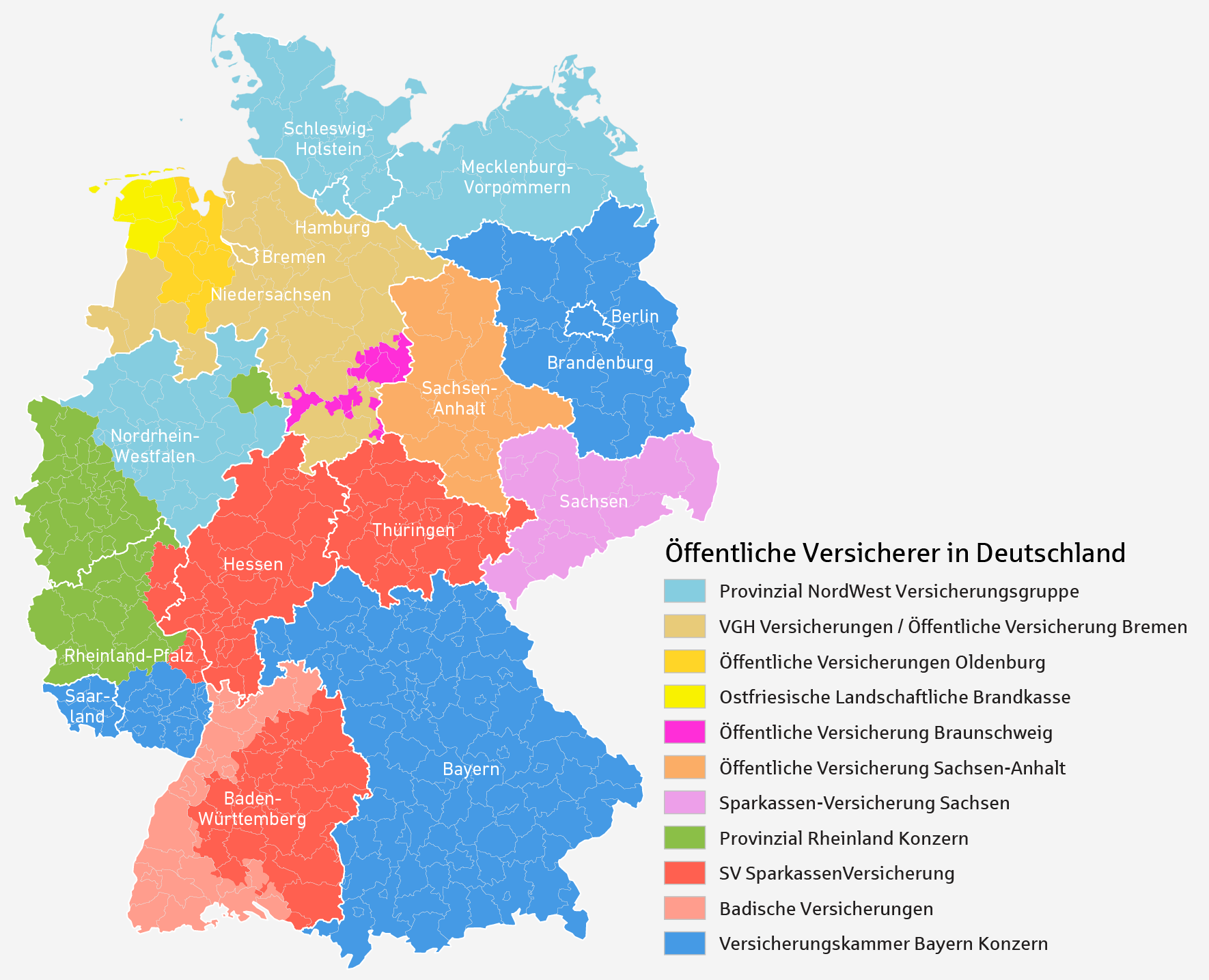
Geschäftsgebiete der Öffentlichen Versicherer in Deutschland

Die Versicherungskammer Bayern Versicherungsanstalt des öffentlichen Rechts ist ein Personen- und Sachversicherer mit Sitz in München. Angeboten werden Lebensversicherungen, private Kranken- und Pflegeversicherungen sowie Unfall- und Schadenversicherungen für Privatkunden, Unternehmen, Landwirte, kommunale Gebietskörperschaften und weitere öffentlich-rechtliche Einrichtungen sowie Institutionen.
Der Konzern Versicherungskammer, als dessen Muttergesellschaft die Versicherungskammer Bayern Versicherungsanstalt des öffentlichen Rechts fungiert, ist der bundesweit größte öffentliche Versicherer und nach Beitragseinnahmen der siebtgrößte Erstversicherer in Deutschland.
Unter den Regionalmarken Versicherungskammer Bayern, Saarland Versicherungen und Feuersozietät bietet die Versicherungskammer in Bayern und der Pfalz, im Saarland, in Berlin und Brandenburg Lebensversicherungen, Schaden- und Unfallversicherungen, Kranken- und Pflegeversicherungen sowie Reiseversicherungen an. In den Bereichen Kranken- und Pflegeversicherung sowie Reiseversicherung ist der Konzern bundesweit mit den Marken Union Krankenversicherung und Union Reiseversicherung tätig. Online ist die Versicherungskammer mit dem digitalen Versicherer BavariaDirekt ebenfalls bundesweit vertreten.
Der Konzern Versicherungskammer und seine Marken sind in die Sparkassen-Finanzgruppe eingebunden.

## Geschichte

### Gründung derBayerischen Landesbrandversicherungsanstalt
Die Wurzeln des heutigen Konzerns Versicherungskammer Bayern reichen zurück bis ins Jahr 1811. In diesem Jahr bündelte König Maximilian I. Joseph (1756–1825) alle bestehenden Brandversicherungsanstalten Bayerns in der Allgemeinen Brandversicherungsanstalt für das Königreich Bayern (Bayerische Landesbrandversicherungsanstalt).

### 1875 bis 1994: Staatliche Behörde
Die Bayerische Landesbrandversicherungsanstalt wurde 1875 durch einen Erlass König Ludwigs II. von Bayern in die Verwaltung einer zentralen Staatsbehörde übergeben: Das königliche Gesetz begründete die Errichtung der Königlich Bayerischen Brandversicherungskammer, deren Schöpfer und Leiter der Jurist und Landwirt Matthäus von Jodlbauer war. 1890 wurde die Brandversicherungsanstalt für die nach dem Wiener Kongress mit Bayern vereinigte Rheinpfalz (1817 gegründet) mit der Bayerischen Landesbrandversicherungsanstalt zusammengeführt. 1884 wurden der Behörde die neu gegründete Bayerische Landeshagelversicherungsanstalt und 1896 eine Landesviehversicherungsanstalt angegliedert. Im Zuge dessen wurde die Brandversicherungskammer neu organisiert und 1896 in Königlich Bayerische Versicherungskammer umbenannt, 1918 dann in Bayerische Versicherungskammer.
In den 1920er Jahren war die Versicherungskammer an der Gründung neuer öffentlich-rechtlicher Einrichtungen beteiligt, die das öffentliche Versicherungswesen in Bayern um zusätzliche Versicherungstypen erweiterten. 1920 wurde der Kompositversicherer Bayerischer Versicherungsverband gegründet (zunächst unter dem Namen Bayerischer Feuersicherungsverband als öffentlich-rechtlicher Anbieter von Mobiliar-Feuerversicherungen, 1921 umbenannt), der z. B. Kraftfahrzeug-, Haftpflicht-, Unfall- und Sturmversicherungen anbot. 1926 kam die Bayerische Beamtenkrankenkasse hinzu. Beide Versicherer waren seit ihrer Gründung der Bayerischen Versicherungskammer zugeordnet. 1922 wurde unter Mitwirkung des Sparkassenverbands Bayern und des Genossenschaftsverbands Bayern der Lebensversicherer Bayern-Versicherung gegründet; in den Konzern eingegliedert wurde die Bayern-Versicherung jedoch erst 1999.
Nach dem Zweiten Weltkrieg und der Währungsreform war die Bayerische Versicherungskammer weiterhin eine dem Bayerischen Staatsministerium des Innern angegliederte Behörde, die die Geschäfte der Versicherungsunternehmen führte. Neben dem Bayerischen Versicherungsverband, der Bayerischen Beamtenkrankenkasse und der Bayerischen Landesbrandversicherungsanstalt verwaltete sie auch elf teils bundesweit tätige Versorgungsanstalten, darunter berufsständische Pflichtversorgungen für Ärzte, Apotheker, Zahnärzte und Architekten.

### Ab 1995: Entwicklung zum Versicherungskonzern
Im Zuge der Liberalisierung des Europäischen Binnenmarkts entfielen zum 1. Juli 1994 in allen EU-Mitgliedsstaaten die staatlichen Gebäudeversicherungsmonopole (Artikel 3 Richtlinie 92/49/EWG); dies betraf auch die Geschäftstätigkeit der Bayerischen Landesbrandversicherungsanstalt. Mit dem „Gesetz zur Neuordnung der Rechtsverhältnisse der öffentlich-rechtlichen Versicherungsanstalten des Freistaates Bayern“ beschloss der Freistaat im Juli 1994 seinen kompletten Rückzug aus dem Versicherungsgeschäft, die Auflösung der Bayerischen Versicherungskammer als Behörde und ihre Neuetablierung als Anstalt des öffentlichen Rechts. Der Bayerische Versicherungsverband, die Bayerische Beamtenkrankenkasse und die Bayerische Landesbrandversicherungsanstalt wurden in Aktiengesellschaften umgewandelt; die Verwaltung der Versorgungsgesellschaften wurde in der Bayerischen Versorgungskammer zusammengeführt. 1995 wurden die Versicherungsanstalten der Bayerischen Versicherungskammer durch den Freistaat an den Bayerischen Sparkassen- und Giroverband und den Sparkassen- und Giroverband Rheinland-Pfalz verkauft. Im Juli 1995 trat die nun als Holding fungierende Versicherungskammer Bayern Versicherungsanstalt des öffentlichen Rechts an die Stelle der Bayerischen Versicherungskammer.
Fortan wurden ihre Produkte auch über die Sparkassenfilialen in Bayern und der Pfalz vertrieben. 1997 wurde mit der Versicherungskammer Bayern Konzern Rückversicherung AG ein eigener Rückversicherer im Konzern gegründet. 1999 wurde die im Besitz der beiden Sparkassenverbände und des Genossenschaftsverbands Bayern befindliche, bis dahin nicht in den Konsolidierungskreis des Konzerns einbezogene Bayern-Versicherung in eine Aktiengesellschaft umgewandelt und konsolidiert.
Die 1979 als Gemeinschaftsunternehmen von zehn öffentlich-rechtlichen Versicherern gegründete private Krankenversicherung UKV – Union Krankenversicherung wurde im Jahr 2000 gemeinsam mit der Bayerischen Beamtenkrankenkasse AG in die neu gegründete Holding Consal Beteiligungsgesellschaft AG eingebracht, die von nun an das Krankenversicherungsgeschäft der Versicherungskammer und der anderen öffentlichen Versicherer bündelte. Seit 2001 agiert auch die neu gegründete Union Reiseversicherung AG unter diesem Dach.
Mit der Übernahme der Aktienmehrheit (51,1 %) an den ebenfalls bereits zur Sparkassen-Finanzgruppe gehörenden Gesellschaften Saarland Feuerversicherung AG und Saarland Lebensversicherung AG (beide 1951 gegründet) wurde das regional ausgerichtete Geschäftsmodell „Versicherer der Regionen“ im Jahr 2002 auf das Saarland ausgedehnt. Seit 2018 hält die Versicherungskammer 100 Prozent der Anteile der beiden Gesellschaften.
Seit 2004 ist der Konzern Versicherungskammer auch in Berlin und Brandenburg tätig. In diesem Jahr übernahm ein Konsortium unter Führung der Versicherungskammer Bayern die Feuersozietät Berlin Brandenburg und die ihr assoziierte Öffentliche Lebensversicherung Berlin Brandenburg, die sich zuvor im Besitz der Länder Berlin und Brandenburg befunden hatten. Seit 2011 gehört die Feuersozietät/Öffentliche Lebensversicherung vollständig zum Konzern.
2005 übernahm der Konzern Versicherungskammer die 1995 gegründete Ostdeutsche Versicherung AG (OVAG). Ab Ende 2008 etablierte er mit der zur OVAG gehörenden Marke „BavariaDirekt“ einen im Online-Geschäft tätigen digitalen Versicherer.
2008 kaufte die Bayerische Beamtenkrankenkasse von der Bayerischen Beamtenversicherung den privaten Krankenversicherer BBV Krankenversicherung.
Seit 1. Oktober 2021 firmiert der Risikoträger „OVAG - Ostdeutsche Versicherung AG“ unter „BavariaDirekt Versicherung AG“. 2021 bündelt der Konzern Versicherungskammer seine drei Lebensversicherungsgesellschaften – Bayern-Versicherung Lebensversicherung AG, Öffentliche Lebensversicherung Berlin Brandenburg AG und SAARLAND Lebensversicherung AG – unter dem Dach der Bayern-Versicherung Lebensversicherung AG.

### Zeitleiste
- 1811 Gründung Bayerische Landesbrandversicherungsanstalt
- 1875 Gründung Königlich Bayerische Brandversicherungskammer
- 1896 Umbenennung in Königlich Bayerische Versicherungskammer
- 1918 Umbenennung in Bayerische Versicherungskammer
- 1920 Gründung Bayerischer Feuerversicherungsverband (1921 Umbenennung in Bayerischer Versicherungsverband)
- 1922 Gründung Bayern Versicherung
- 1926 Gründung Bayerische Beamtenkrankenkasse Aktiengesellschaft
- 1995 Privatisierung als Konzern Versicherungskammer Bayern
- 1997 Gründung Konzern-Rückversicherung
- 1999 Konsolidierung Bayern-Versicherung AG
- 2000 Zusammenführung der Krankenversicherer Bayerische Beamtenkrankenkasse und Union Krankenversicherung unter Consal Beteiligungsgesellschaft AG
- 2001 Gründung Union Reiseversicherung AG
- 2002 Eingliederung der Saarland Feuerversicherung AG und der Saarland Lebensversicherung AG
- 2004 Eingliederung der Feuersozietät/Öffentliche Leben Berlin Brandenburg
- 2005 Übernahme der OVAG – Ostdeutsche Versicherung AG
- 2008 Start des digitalen Versicherers Bavaria Direkt als Marke der OVAG; Kauf der BBV Krankenversicherung AG
- 2018 Übernahme von 100 Prozent der Saarland Feuerversicherung AG
- 2021 Der Konzern Versicherungskammer bündelt im September 2021 seine drei Lebensversicherungsgesellschaften – Bayern-Versicherung Lebensversicherung AG, Öffentliche Lebensversicherung Berlin Brandenburg AG und SAARLAND Lebensversicherung AG – unter dem Dach der Bayern-Versicherung Lebensversicherung AG.
- 2021 OVAG – Ostdeutsche Versicherung AG legt ihren Gründungsnamen ab und firmiert ab 1. Oktober unter BavariaDirekt Versicherung AG

## Geschäftstätigkeit

### Versicherungssparten

#### Schaden- und Unfallversicherung
Die regional tätigen Schaden- und Unfallversicherungsunternehmen des Konzerns, Bayerische Landesbrandversicherung AG, Bayerischer Versicherungsverband Versicherungs-AG, Feuersozietät Berlin Brandenburg AG, Saarland Feuerversicherung AG und BavariaDirekt Versicherung AG, bieten private und betriebliche Unfallversicherungen, Haftpflichtversicherungen, Kraftfahrtversicherungen, Feuer-, Gebäude- und Hausratversicherungen, Kredit- und Kautionsversicherungen und weitere Sachversicherungen an. Die Union Reiseversicherung AG ist als der gemeinsame Reiseversicherer der Sparkassen-Finanzgruppe und der öffentlichen Versicherer bundesweit und darüber hinaus auch in Großbritannien und Irland aktiv.
Parallel zur Tätigkeit für Privatkunden, klein- und mittelständische Unternehmen und Landwirte ist der Konzern in Bayern und der Pfalz über die Versicherungskammer Bayern Versicherungsanstalt des öffentlichen Rechts auch als Spezialversicherer für Kommunen, öffentliche Einrichtungen sowie Institutionen tätig.

##### Digitaler Versicherer BavariaDirekt
Das bundesweite Online-Geschäft des Konzerns betreibt die BavariaDirekt, eine Marke der Ostdeutsche Versicherung AG (Berlin). Die BavariaDirekt bietet unter anderem Kfz-, Hausrat- und Haftpflichtversicherungen an. Zum Angebot gehören auch Versicherungsprodukte zur Abdeckung von Risiken im Bereich Smart Home oder Cyberkriminalität.
Seit 1. Oktober 2021 firmiert der Risikoträger „OVAG - Ostdeutsche Versicherung AG“ unter „BavariaDirekt Versicherung AG“.

#### Lebensversicherung
Die Lebensversicherer des Konzerns – Bayern-Versicherung AG, Saarland Lebensversicherung AG und Öffentliche Lebensversicherung Berlin Brandenburg AG, – bieten Versicherungsprodukte für die private Altersvorsorge (Rentenversicherungen, Lebensversicherungen und Berufsunfähigkeitsversicherungen) sowie die betriebliche Altersversorgung an.
Die Bayern-Versicherung steht nach gebuchten Bruttobeiträgen auf Rang 5 der größten Lebensversicherer in Deutschland (2020).

#### Kranken- und Pflegeversicherung
Das Kranken- und Pflegeversicherungsgeschäft des Konzerns ist in der Consal Beteiligungsgesellschaft gebündelt und wird durch die Bayerische Beamtenkrankenkasse AG (München) sowie die UKV – Union Krankenversicherung AG (Saarbrücken) betrieben. Beide Unternehmen bieten private Krankenvoll- und -zusatzversicherungen, private Pflegeversicherungen und betriebliche Krankenversicherungen an. Zusammen agieren sie als der Kranken- und Pflegeversicherer der Sparkassen-Finanzgruppe und sind bundesweit tätig. Darüber hinaus kooperieren sie im Bereich der Zusatzversicherungen mit einigen gesetzlichen Krankenkassen (AOK Bayern (Ende der Kooperation zum 31. Dezember 2023), AOK Sachsen-Anhalt, AOK NORDWEST, AOK Nordost und Sozialversicherung für Landwirtschaft, Forsten und Gartenbau).

### Marktstellung und Geschäftsgebiet

Logo der Versicherungskammer Bayern

Logo der Feuersozietät

Logo der Union Krankenversicherung

Logo der Bavaria Direkt

Der Konzern Versicherungskammer ist der größte öffentlich-rechtliche Versicherer Deutschlands. In Bayern und der Pfalz ist die Versicherungskammer nach eigener Angabe Marktführer; etwa ein Drittel aller direkten Versicherungskunden haben hier Policen der Regionalmarke Versicherungskammer Bayern. Mit den Marken Feuersozietät und Saarland Versicherungen ist der Konzern in Berlin und Brandenburg bzw. im Saarland als regionaler Versicherer tätig.
Die Bayerische Beamtenkrankenkasse und die Union Krankenversicherung gehören in Deutschland zu den führenden privaten Krankenversicherern. Nach Angaben der Versicherungskammer bilden die beiden Gesellschaften mit über 3 Millionen Versicherten die drittgrößte private Krankenversicherungsgruppe Deutschlands.
Vertrieb
In ihren jeweiligen Geschäftsgebieten werden die Versicherungsprodukte der zum Konzern zählenden Gesellschaften über die regionalen Sparkassen, eigene Geschäftsstellen, Agenturen, kooperierende Makler sowie Genossenschaftsbanken angeboten. Der Vertrieb für öffentliche Einrichtungen erfolgt flächendeckend in Direktbetreuung.
Über Bayern, die Pfalz, das Saarland, Berlin und Brandenburg hinaus werden Kranken- und Pflege- sowie Reiseversicherungen bundesweit über die Vertriebsstrukturen anderer öffentlicher Versicherer angeboten.
Die Versicherungsprodukte der Marke „BavariaDirekt“ sind bundesweit online verfügbar.

### Einzelunternehmen der VKB
Die Versicherungskammer Bayern Versicherungsanstalt des öffentlichen Rechts ist die Muttergesellschaft des Konzerns Versicherungskammer. Zum Konsolidierungskreis des Konzerns gehören die folgenden Versicherungsunternehmen:
- Bayerischer Versicherungsverband Versicherung-AG (100 %)
- Bayerische Landesbrandversicherung AG (100 %)
- Versicherungskammer Bayern Konzern-Rückversicherung AG (100 %)
- SAARLAND Feuerversicherung AG (100 %)
- Feuersozietät Berlin Brandenburg Versicherung AG (100 %)
- BavariaDirekt Versicherung AG (100 %; bis Oktober 2021 OVAG-Ostdeutsche Versicherung AG[39])
- Bayern-Versicherung Lebensversicherung AG (75 % /25 % Genossenschaftsverband Bayern e. V.)
- Consal Beteiligungsgesellschaft AG (70,11 % / 29,89 % Unternehmen der Gruppe öffentlicher Versicherer)
  - Union Reiseversicherung AG (100 % Consal Beteiligungsgesellschaft AG)
  - Bayerische Beamtenkrankenkasse AG (100 % Consal Beteiligungsgesellschaft AG)
  - Union Krankenversicherung AG (90 % Consal Beteiligungsgesellschaft AG/10 % Bayerische Beamtenkrankenkasse AG)

Ehemalige Unternehmen
- SAARLAND Lebensversicherung AG (im September 2021 mit Bayern-Versicherung Lebensversicherung AG verschmolzen)[56]
- Öffentliche Lebensversicherung Berlin Brandenburg AG (im September 2021 mit Bayern-Versicherung Lebensversicherung AG verschmolzen)[57]

## Ratings und Auszeichnungen
Die internationale Ratingagentur Standard & Poor’s bewertet die Kerngesellschaften des Konzerns Versicherungskammer seit der Erstbewertung 2006 kontinuierlich mit mindestens „A“ (sehr gut) bei stabilem Ausblick.
Seit 2009 wird die Versicherungskammer Bayern von der berufundfamilie GmbH, einer Initiative der gemeinnützigen Hertie-Stiftung, als familienfreundliches Unternehmen zertifiziert.
Die 2004 fertiggestellte Konzernzentrale der Versicherungskammer in München Giesing wurde 2012 als erstes Bestandsgebäude in Deutschland mit dem Nachhaltigkeitszertifikat LEED (Leadership in Energy and Environmental Design) in Platin ausgezeichnet.

## Gesellschaftliches Engagement
Die Versicherungskammer Bayern fördert ehrenamtliche Einrichtungen und Initiativen im Bereich Prävention und Sicherheit. Als Partner der Landesfeuerwehrverbände in ihren Geschäftsgebieten unterstützt sie lokale Feuerwehren mit Sachspenden und fördert die Brandschutzerziehung und -aufklärung. Als Sponsor des Bayerischen Jugendverbandes der Deutschen Lebens-Rettungs-Gesellschaft unterstützt sie u. a. deren Präventionsarbeit für Kinder und Jugendliche. Die Versicherungskammer ist seit 1997 einer der Hauptsponsoren des Deutschen Alpenvereins mit dem Schwerpunkt Sicherheit auf Hütten und Wegen; sie fördert unter anderem die Sanierung von Wanderwegen und Klettersteigen. Ein weiterer Sponsoring-Partner ist der Verein Sternstunden.
Stiftungen
Die 2011 gegründete Versicherungskammer Stiftung fördert ehrenamtliches Engagement, insbesondere in den Bereichen Prävention und Sicherheit. Sie veranstaltet jährlich mehrere Diskussionsforen sowie ein Ehrenamtssymposium als Plattform zur Vernetzung ehrenamtlich Tätiger. Weiterhin vergibt sie jährlich einen Ehrenamtspreis und lobt gemeinsam mit weiteren Partnern den Bayerischen Verkehrssicherheitspreis aus.
Die 2014 etablierte Versicherungskammer Kulturstiftung realisiert ein eigenes Ausstellungs- und Konzertprogramm (kuratierte Ausstellungen mit den Schwerpunkten Fotografie und Grafik finden im Kunstfoyer in der Münchner Unternehmenszentrale des Konzerns statt), fördert den musikalischen Nachwuchs, unter anderem mit Sonderpreisen bei Jugend musiziert, und vergibt alle zwei Jahre den Bayerischen Museumspreis sowie zusammen mit dem Kulturzentrum Giesinger Bahnhof den Giesinger Kulturpreis für junge Künstler.